# Марк Вуд
Марк Вуд (англ. Mark Wood, род. 6 июня 1968 года, США) — американский порноактёр и режиссёр, лауреат премии XRCO Award, член залов славы AVN и XRCO.

## Биография
Родился 6 июня 1968 года в США.
Вуд учился в младшем колледже в Калифорнии по теннисной спортивной стипендии в Университете Невады, Лас-Вегас, и Loyola Marymount University в Лос-Анджелесе. Имеет степень магистра делового администрирования в области финансов. Также работал в казино в Лас-Вегасе.
Дебютировал в порноиндустрии в апреле 1998 года в возрасте 29 лет. С женой Франческой Ли владеет продюсерской компанией «LeWood Productions», для которой они работают как режиссёры, так и исполнители.
На 2018 год снялся более чем в 2800 фильмах и выступил режиссёром для более трёхсот кинокартин.

## Личная жизнь
Женился на Франческе Ли 4 мая 2001 года.

## Награды
- 2004 XRCO Award — лучшая групповая сцена — Flesh Hunter 5 (вместе с Тэйлор Рэйн, Арнольдом Шварценпекером, Трентом Тесоро и Джоном Стронгом)[4]
- 2007 XRCO Award — Unsung Woodsman[5]
- 2010 зал славы AVN[6]
- 2014 зал славы XRCO[7]